# Daïra d'Igli
La daïra d'Igli est une daïra d'Algérie située dans la wilaya de Béchar et dont le chef-lieu est la ville éponyme d'Igli.

## Communes de la daïra
La daïra d'Igli ne comprend qu'une seule commune : Igli.
La population totale de la daïra est de 6 833 habitants pour une superficie de 6 220 km2.